# Lamprospilus aunus
Lamprospilus aunus is een vlinder uit de familie van de Lycaenidae. De wetenschappelijke naam van de soort werd als Papilio aunus in 1775 gepubliceerd door Pieter Cramer.

## Synoniemen
- Thecla thenca Möschler, 1883